# Reforma Ortogràfica de 1911
La Reforma Ortogràfica de 1911 fou la primera iniciativa de normalització i simplificació de l'ortografia de la llengua portuguesa. Tenint legalitat a Portugal, aquesta reforma va modificar completament l'aspecte de la llengua escrita.

## Història

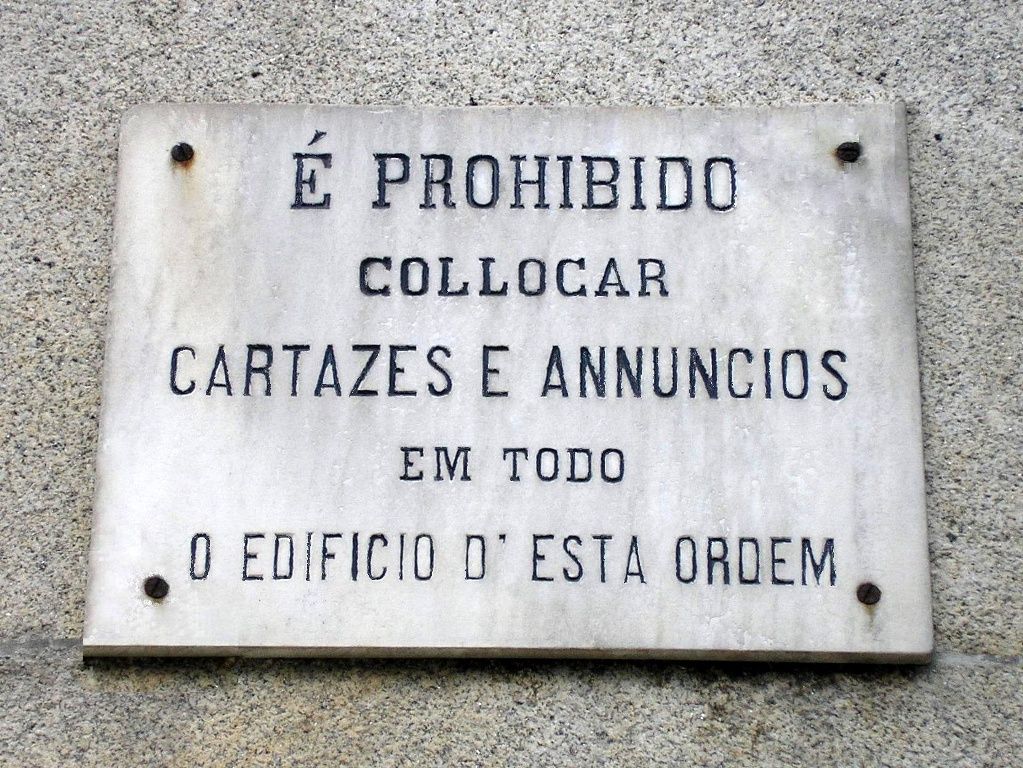
É prohibido collocar cartazes e annuncios em todo o edificio d'esta ordem («É proibido colocar cartazes e anúncios em todo o edifício desta ordem» en l'ortografia actual del portuguès). Avís anterior a la Reforma Ortogràfica de 1911, a la paret de l'Església del Carmo, a Porto.

Fins a inicis del segle xx, tant a Portugal com al Brasil, es feia servir una ortografia basada en els ètims llatíns o grecs. Per exemple:
| Portuguès (pre-1911) | Portuguès (actual) | Català     |
| phosphoro            | fósforo            | fòsfor     |
| lyrio                | lírio              | lliri      |
| orthographia         | ortografia         | ortografia |
| phleugma             | fleuma             | flegma     |
| exhausto             | exausto            | exhaust    |
| estylo               | estilo             | estil      |
| prompto              | pronto             | aviat      |
| diphthongo           | ditongo            | diftong    |
| psalmo               | salmo              | psalm/salm |

Al llarg dels temps, diversos estudiosos de la llengua van presentar successives propostes de simplificació de l'escriptura, però sense èxit. Entre aquestes propostes es trobaven les Bases de l'Ortografia Portuguesa, de 1885, d'Aniceto dos Reis Gonçalves Viana i Guilherme de Vasconcelos Abreu.
Immediatament després de la proclamació de la república portuguesa, el 5 d'octubre de 1910, el nou govern, va nomenar una comissió — constituïda per Gonçalves Viana, Carolina Michaëlis, Cândido de Figueiredo, Adolfo Coelho, Leite de Vasconcelos, Gonçalves Guimarães, Ribeiro de Vasconcelos, Júlio Gonçalves Moreira, José Joaquim Nunes, Borges Grainha i Augusto Epifânio de la Silva Dias (que va demanar excedència) — per establir una ortografia simplificada per les publicacions oficials i per l'ensenyament. Les bases de la reforma ortogràfica, fortament inspirades en les propostes de 1885, van ser oficialitzades l'1 de setembre de 1911, permetent-se un període de transició de tres anys.
Tot i que al Brasil ja hi existia, des de feia temps, un fort corrent fonetista que lluitava per la simplificació ortogràfica, la nul·la implicació del país en la reforma portuguesa va tenir l'efecte contrari. Així, el Brasil no va arribar a adoptar la nova ortografia.
El 1924 l'Acadèmia de les Ciències de Lisboa i l'Acadèmia Brasilera de Lletres van començar a confeccionar una ortografia comuna, signant un acord preliminar el 1931, que establia l'adopció de la reforma ortogràfica portuguesa del 1911 al Brasil, iniciant-se un llarg procés de convergència de les ortografies dels dos països que dura fins avui.

## Principals alteracions
Aquesta reforma de l'ortografia portuguesa — la primera des del segle xiii — va ser profunda i va modificar completament l'aspecte de la llengua escrita, aproximant-la a l'actual.
Els canvis foren:
1. Eliminació de tots els dígrafs d'origen grec per grafemes simples: th --> t, ph --> f, ch ([k]) --> c/qu i rh --> r/rr;
2. Eliminació d'y (substituïda per i);
3. Reducció de les consonants geminades amb l'excepció del rr i el ss medials d'origen llatí, que tenen valors específics en portuguès;
4. Eliminació d'algunes "consoants mudes" al final de síl·laba gràfica, quan no influïen en la pronunciació de la vocal que les precedia;
5. Introducció d'abundant accentuació gràfica, especialment en les paraules proparoxítones (esdruíxules).

## Resposta a la reforma
Aquesta nova ortografia rebé força crítiques, tot i que la majoria d'aquestes provingueren del Brasil. Alguns lingüistes defensaven l'ortografia etimològica en detriment de l'ortografia purament fonètica de les paraules, al·legant que la reforma ortogràfica tallava la relació entre la llengua portuguesa i el llatí. D'altres es van resistir al canvi, ja fos per la incertesa de no saber escriure per les noves regles, ja fos per motius sentimentals. Aquest sentiment apareix reflectit en aquest extracte d'Alexandre Fontes, escrit la vigília de la reforma ortogràfica de 1911 (en ortografia pre-1911):
Imaginem esta palavra phase, escripta assim: fase. Não nos parece uma palavra, parece-nos um esqueleto (...) Affligimo-nos extraordinariamente, quando pensamos que haveriamos de ser obligados a escrever assim!
Teixeira de Pascoaes:
Na palavra lagryma, (...) a forma da y é lacrymal; estabelece (...) a harmonia entre a sua expressão graphica ou plastica e a sua expressão psychologica; substituindo-lhe o y pelo i é offender as regras da Esthetica. Na palavra abysmo, é a forma do y que lhe dá profundidade, escuridão, mysterio... Escrevel-a com i latino é fechar a boca do abysmo, é transformal-el numa superficie banal.
Fernando Pessoa:
Não tenho sentimento nenhum politico ou social. Tenho, porém, num sentido, um alto sentimento patriotico. Minha patria é a lingua portugueza. Nada me pesaria que invadissem ou tomassem Portugal, desde que não me incommodassem pessoalmente, Mas odeio, com odio verdadeiro, com o unico odio que sinto, não quem escreve mal portuguez, não quem não sabe syntaxe, não quem escreve em orthographia simplificada, mas a pagina mal escripta, como pessoa propria, a syntaxe errada, como gente em que se bata, a orthographia sem ipsilon, como escarro directo que me enoja independentemente de quem o cuspisse.